# Core Storage
Core Storage est un gestionnaire de volume logique pour OS X introduit par Apple dans OS X Lion. C'est une couche logicielle entre les partitions et le système de fichier.
Core Storage est à la base de la technologie logicielle Apple appelée Fusion Drive, qui présente plusieurs partitions sur de multiples disques comme un seul volume. Ceci est possible grâce au stockage hiérarchique, qui conserve les blocs les plus utilisés sur le disque le plus rapide du groupe, qui par défaut, est souvent un disque SSD. 
Fusion Drive est un compromis entre la haute-capacité d'un disque dur et le SSD, rapide mais aussi plus cher. Apple présenta la technologie en 2012 pour le Mac mini et l'iMac. Les MacBook étant tous en SSD, la technologie n'y est pas incluse. Cependant, la technologie est promise à disparition car Apple veut faire passer ses Mac intégralement en SSD/Mémoire Flash, sans disques durs. Ainsi, le Mac Pro de 2013, le Mac mini depuis 2018 et l'Imac depuis 2021 furent renouvelés, sans aucun disque dur.

## Description
Apple CoreStorage défini 4 types d'objets, dont les instances sont représentés grâce à un token unique appelé UUID :
- Volume Physique (PV pour Physical Volume)

C'est le disque de stockage physique tel qu'un disque dur interne ou un SSD. Un PV est normalement un support réel mais peut être une image disque ou même un groupe RAID. Un disque devant devenir un PV doit être une partition et le système environnant respecter GPT.
- Groupe de Volume Logique (LVG pour Logical Volume Group)

C'est l'équivalent des groupes de volumes dans Linux LVM. Le LVG est au sommet appelé niveau "groupe"; zero ou plus peuvent exister pendant n'importe quelle session de démarrage. Un LVG exportes zero ou plusieurs Familles de Volume Logique (LVFs).
- Famille de Volume Logique (LVF pour  Logical Volume Family)

Un LVF contient des propriétés qui gouvernent et lient tous ses Volumes Logiques descendants (LVs). Ces propriétés permettent principalement des réglages pour le chiffrement de disques (tel que est-ce que le LVG est chiffré ou non, quels utilisateurs ont accès, etc). Un LVF monte un ou plusieurs LVs.
- Volumes Logiques (LV pour Logical Volume)

Un volume logique monte un point d'accès, sur lequel un système de fichier (tel que HFS+) repose.